# 瓦迪戰役 (1916年)
瓦迪戰役（英語：Battle of Wadi）是英軍一戰在美索不達米亞地區（位於今日伊拉克境內）一場失敗的救援戰，發生於1916年1月13日，當時英軍試圖解救在庫特被鄂圖曼第六軍團圍攻的查理·唐賢德部。
在英軍區域總司令約翰·尼克森的催促下，芬頓·艾爾默將軍對鄂圖曼位於瓦迪河岸旁的防禦陣地發起進攻。瓦迪（又稱乾谷）是一條陡峭的溪谷，從北部流入底格里斯河，從謝赫·薩阿德向庫特方向上游約6英里（9.7）。儘管艾爾默成功奪取瓦迪，但此次進攻仍普遍被視為失敗，是次戰役折損1,600人。英軍的失敗導致唐賢德及其麾下一萬人的投降，這是當時英國軍隊最大規模的一次投降。然而英軍於1917年2月重佔庫特，並於16天後的3月11日攻佔了巴格達。

## 背景
1915年12月5日，鄂圖曼軍在哈里里·庫特及德國指揮官馮·德·戈爾茨男爵的指揮下，包圍了兩萬五千名英印聯軍，庫特之圍打響，該城位於巴格達南方50英里（80）處。為回應查理·唐賢德少校的求援，美索不達米亞戰線指揮官約翰·尼克森爵士派遣一萬九千名英國底格里斯兵團，在芬頓·艾爾默少將的率領下前去救援被圍的守軍。
1916年1月6日，英軍在謝赫薩阿德戰役中首次試圖解圍庫特。艾爾默的推進部隊在喬治·揚赫斯班德少將的率領下，從阿里阿加比出發，沿著底格里斯河岸向謝赫薩阿德進軍。1月6日早晨，揚赫斯班德的縱隊在謝赫薩阿德東方3.5英里（5.6）與鄂圖曼軍交火，英軍試圖擊敗後者未果。英軍傷亡人數高達4,202人，當中包含133名軍官。緊接著，鄂圖曼軍不明原因於1月9日主動放棄了他們的陣地，並撤往上游10英里（16）處的瓦迪。

## 備戰過程
艾爾默的部隊繼續沿底格里斯河向庫特進軍，此時他們已經疲憊不堪、士氣低落。英軍的進展受阻於，當地典型的缺乏可用道路以及補給路線。艾爾默計畫側翼包抄瓦迪的防禦陣地，奪取漢納隘道並包圍鄂圖曼軍。第七密拉特師的第28印度旅將在喬治·肯伯爾准將的率領下正面進攻瓦迪戰壕，其餘的底格里斯兵團將調往側翼。然而英軍因缺乏該區精準地圖而受阻，所以很多的計畫都仰賴機運。
與此同時，鄂圖曼軍在新任區域總司令哈里里帕夏的領導下，沿著瓦迪河重新設立新且更牢固的防禦陣地，以兩萬人左右的部隊駐防，以阻擋英軍要前往庫特時的必經之路。

## 瓦迪戰役
1月13日下午早些時分，英軍發起攻擊。原先攻擊訂於早晨，但因持續的濃霧與砲兵渡河進度遲緩而遭推遲。然而奇襲很快就失效，因為兩翼上的英軍數量上都寡不敵眾，面對鄂圖曼軍強大的防禦正艱難的穩住陣腳。肯伯爾發起正面推進，而揚赫斯班德則率英軍大部嘗試大規模回師調動。如此的延遲嚴重影響英軍成功的機會，因為受警覺的鄂圖曼部隊開始以輕武器與大砲阻擊英軍步兵的行動。
由於缺乏適當的地圖引導，先導的英軍縱隊迷失方向。見此良機，鄂圖曼各部開始將方向由南北轉為東西以面對英軍的側翼攻擊。第28旅的正面進攻也在蒙受重大傷亡情況下被擊退。
到了黃昏時，英軍的嘗試已明顯失敗：試圖透過調度包抄鄂圖曼側翼但未能抵達河岸，漢納隘道口則是牢牢掌握在鄂圖曼強大守軍當中。艾爾默在當天結束前叫停了攻勢，並將大多剩餘部隊渡回底格里斯河右岸。
此時，艾爾默已奪取瓦迪的控制權，但如收穫甚微卻耗費1,600人傷亡（其中還有40名英軍軍官）發起進攻，也對於在庫特陷入困境的唐賢德部幫助甚少。自謝赫薩阿德慘案發生以來，英軍未能顯著改善乏善可陳的醫療能力和物資供應，因此許多傷員連續數日得不到治療或撤離。

## 後續發展

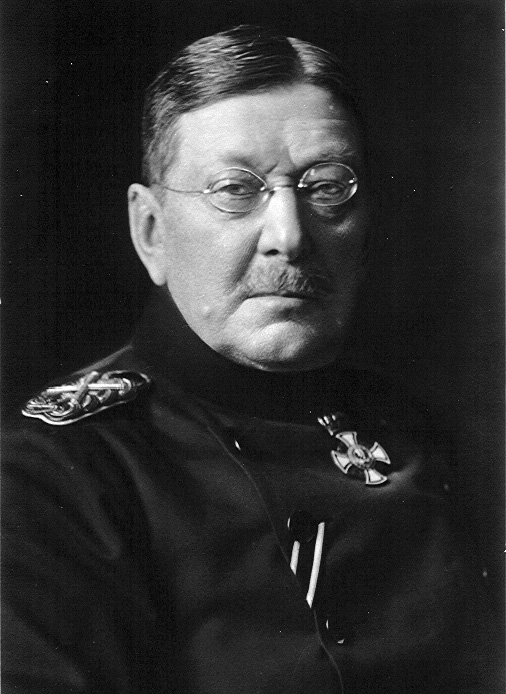
科爾瑪·馮·德·戈爾茨，率領鄂軍取勝的德國指揮官

接下來的數月里，英軍持續試圖突破鄂軍防線以營救庫特的友軍，但均告失敗。1916年4月，圍攻近五個月後，查理·唐賢德最終率麾下一萬人投降，是當時英國軍隊最大規模的一次投降。
由於虐待和忽視所導致的飢餓，使得近5,000名英軍戰俘在大戰結束前就已死亡。庫特之圍是鄂圖曼一場重要勝利，大幅鼓舞了鄂軍的士氣，並提升了鄂軍在中東的威望。另一方面，H·H·阿斯奎斯領導的英國政府則是被迫投入更多資源到美索不達米亞戰場上。
1917年2月23日，英軍終於攻克庫特，並於16天後奪取了巴格達。英軍當年在庫特之敗的恥辱因此獲得部分補償。穆罕默德五世領導的鄂圖曼政府被迫終結波斯地區的軍事行動，試圖重新組建部隊以避免英軍奪取摩蘇爾
第九波帕爾步兵師印度兵查塔·辛格因在本戰中英勇表現而獲維多利亞十字勳章。

## 延伸閱讀
- Barker, A. J. . New York: Enigma Books. 2009. ISBN 978-1-929631-86-5.
- Townshend, Charles. . Faber & Faber. 2011.